# Paederus amazonicus
Paederus amazonicus, conocido como escarabajo errante o escarabajo errante del Amazonas, es un coleóptero de la familia de los estafilínidos. Segrega de su hemolinfa una sustancia tóxica denominada pederina, la misma que al entrar en contacto con la piel provoca dermatitis o lesiones pruriginosas. Se distribuye en Brasil. Aunque es un insecto estacionario, en Manaus es común verlo durante todo el año.

## Descripción
Tiene un longitud aproximada de 7mm. Posee un cuerpo algo aplanado dorsoventralmente. Sus antenas son amarillo parduzco, casi alcanzando el ápice de los élitros.